# Aitor Ariño
Pour les articles homonymes, voir Arino.
Aitor Ariño Bengoechea, né le 5 octobre 1992 à Penarth au Pays de Galles, est un handballeur espagnol. Il joue au poste de ailier gauche au FC Barcelone. Avec l'équipe nationale espagnole, il est notamment Champion du monde en 2013 et double champion d'Europe en 2018 et 2020.

## Carrière

### En club
Compétitions internationales
- Ligue des champions (4) : 2015, 2021, 2022, 2024
- Vainqueur de la Coupe du monde des clubs (4) : 2014,  2017, 2018, 2019

Compétitions nationales
- Championnat d'Espagne (10) : 2013, 2014,  2015, 2016, 2017, 2018,  2019, 2020, 2021, 2022, 2023, 2024
- Championnat d'Espagne de D2 (2) : 2012, 2013
- Coupe ASOBAL (13) : 2013, 2014, 2015, 2016, 2017, 2018, 2019, 2020, 2021, 2022, 2023, 2024
- Coupe du Roi (11) : 2014, 2015, 2016, 2017, 2018, 2019, 2020, 2021, 2022, 2023, 2024
- Supercoupe d'Espagne (13) :  2012, 2013, 2014, 2015, 2016, 2017, 2018, 2019, 2020, 2021, 2022, 2023, 2024

### En équipe nationale
- Médaille d’or au Championnat du monde 2013
- Médaille d’or au Championnat d'Europe 2018
- Médaille d'or au Championnat d'Europe 2020